# IntelliPoint
IntelliPoint是微软滑鼠的驅動程式。目前已經發布了Windows和Mac OS X的版本。同時整合IntelliType（微软鍵盤驅動程式）。